# Saison 1 d'Umbrella Academy
 (février 2019).
Si vous disposez d'ouvrages ou d'articles de référence ou si vous connaissez des sites web de qualité traitant du thème abordé ici, merci de compléter l'article en donnant les références utiles à sa vérifiabilité et en les liant à la section « Notes et références ».
Chronologie
saison 2
Cet article présente la liste des épisodes de la série télévisée américaine Umbrella Academy, mise en ligne le 15 février 2019 sur Netflix.

## Distribution

### Acteurs principaux
- Elliot Page (VF : Jessica Monceau) : Vanya Hargreeves / Numéro 7
- Tom Hopper (VF : Bertrand Nadler) : Luther Hargreeves / Numéro 1
- David Castañeda (VF : Stéphane Fourreau) : Diego Hargreeves / Numéro 2
- Emmy Raver-Lampman (VF : Flora Brunier) : Allison Hargreeves / Numéro 3
- Robert Sheehan (VF : Donald Reignoux) : Klaus Hargreeves / Numéro 4
- Aidan Gallagher (VF : Benjamin Bollen) : Cinq Hargreeves / Numéro 5
- Mary J. Blige (VF : Laura Zichy) : Cha-Cha
- Cameron Britton (VF : Frédéric Souterelle) : Hazel
- Adam Godley (VF : Yann Guillemot) : Phinneus Pogo
- John Magaro (VF : Vincent De Bouard) : Leonard Peabody / Harold Jenkins
- Colm Feore (VF : Frédéric Cerdal) : Sir Reginald Hargreeves

### Acteurs récurrents
- Sheila McCarthy (VF : Véronique Borgias) : Agnes
- Justin H. Min (VF : Julien Crampon) : Ben Hargreeves / Numéro 6
- Jordan Claire Robbins (VF : Jessie Lambotte) : Grace Hargreeves / Maman
- Kate Walsh (VF : Marie-Ève Dufresne) : La directrice de La Commission
- Ashley Madekwe (VF : Sandra Valentin) : Détective Eudora Patch
- Peter Outerbridge : Le Chauffeur
- Rainbow Sun Francks (VF : Christophe Desmottes) : Détective Chuck Beaman
- Matt Biedel : Sergent Dale Chedder
- Cody Ray Thompson : Dave

### Invités
- Cameron Brodeur (VF : Enzo Ratsito) : Luther Hargreeves / Numéro 1 (enfant)
- Blake Talabis (VF : Oscar Douieb) : Diego Hargreeves / Numéro 2 (enfant)
- Eden Cupid (VF : Fanny Bloc) : Allison Hargreeves / Numéro 3 (enfant)
- Dante Albidone : Klaus Hargreeves / Numéro 4 (enfant)
- Ethan Hwang (VF : Julien Crampon) : Ben Hargreeves / Numéro 6 (enfant)
- T.J. McGibbon (VF : Élodie Menant) : Vanya Hargreeves / Numéro 7 (enfant)
- Ken Hall (VF : Guy Vouillot) : Herb
- Patrice Goodman : Dot

## Liste des épisodes

### Épisode 4:L'Homme sur la Lune
Des années avant, Luther est parti seul en mission, après le départ des six autres membres de la famille, et en est revenu presque mort. Reginald l'a sauvé à l'aide d’un sérum qui a changé son corps en celui d’un gorille.

### Épisode 5:Numéro Cinq
Coincé après son bond dans le futur juste après la fin du monde, Cinq est forcé de vivre plus de 40 ans dans les ruines avant que la Directrice, une haute dirigeante de la Commission, ne le trouve et lui offre un poste de tueur, ses missions devant protéger le flux temporel de tout changement, y compris de la Fin du Monde. Après des années de travail secret, Cinq rompt son arrangement et arrive à repartir vers le passé mais perd son corps d’adulte à la suite d'une erreur de calcul.

### Épisode 6:Le Jour que l'on attend
Klaus a passé près d’un an au Vietnam où il s’est battu et où il est tombé amoureux de Dave, un autre soldat qui l’a aimé aussi en retour avant d’être tué au combat.

### Épisode 8:J'ai entendu une rumeur
À la recherche de Vanya, Allison se rend compte que tout ce qu’elle possède a été obtenu grâce à ses pouvoirs de suggestion, non à cause de ses qualités propres. Un des agresseurs de Vanya a survécu, et à l'hôpital, révèle que Leonard les a payé pour se montrer agressifs mais que les choses ont dérapé. Hazel s’enfuit avec la serveuse, conscient qu’ils n’ont plus que trois jours à vivre. Il la laisse à un motel, voulant régler une dernière affaire avant de lui consacrer tout son temps. Cha-Cha retrouve leur trace et se rapproche du motel. 
Après les révélations de Klaus lors de son passage dans l'au-delà, Pogo finit par révéler la vérité sur la mort de Reginald Hargreeves : il s'est suicidé et a créé de fausses pistes, espérant que l'enquête réunirait ses enfants.
Leonard s'isole pour lire un passage du journal de Reginald Hargreeves sur les pouvoirs de la jeune Vanya. Celle-ci s'entraînait en se concentrant sur le son émis par un diapason, sans que cela ne brise les verres à pied posés sur une table à côté. Leonard reprend cet entrainement avec Vanya dans la forêt. Le journal révèle que Vanya s'est montrée insolente à son douzième jour d'entrainement : elle a brisé tous les verres sur la table volontairement et même fendu le monocle de Reginald, le coupant sous l’œil au passage.
En fouillant la maison à la recherche de Leonard qui semble avoir disparu, Vanya se souvient que son père l'a enfermé dans une pièce cachée au sous-sol du manoir, isolée de tout et même du son. Ce souvenir lui génère beaucoup de stress qu'elle décide d'apaiser en jouant du violon.

### Épisode 9:Changements
Leonard a ramené Vanya chez elle, la manipulant pour qu’elle pense que même sa famille voudra la tuer désormais, ignorant qu’Allison a survécu grâce à l’arrivée rapide de Luther et des autres. Vanya trouve un livre ayant appartenu à Reginald chez Leonard et comprend qu’il la manipule. Furieuse, elle le tue avant de rentrer chez elle, de plus en plus instable. Cinq, Luther et Diego trouvent le corps et Cinq confirme que l'œil de verre devait être celui de Leonard, prouvant que la fin du monde a été évitée. Klaus essaye de reprendre de la drogue, mais Ben arrive à l'en empêcher malgré son état de fantôme en devenant tangible, ce qui convainc Klaus que ses pouvoirs sont en train de grandir une fois désintoxiqué. 
Hazel offre à l'Académie son aide pour arrêter l’apocalypse en échange de son immunité mais Cinq lui annonce qu’avec la mort de Harold, plus rien ne se produira. Il repart après s'être battu avec Diego, laissant ses armes pour l’aider à se disculper de la mort de Patch. Il retourne auprès de la serveuse, prisonnière de Cha-Cha qui tente de la noyer. Leur combat est interrompu par l’arrivée de la Directrice qui veut nettoyer leurs dégâts. Elle offre à Hazel sa liberté et une vie à une autre époque et à Cha-Cha un plein pardon et un nouveau partenaire s’ils s’occupent de la famille Hargreeves. Ils acceptent.

### Épisode 10:Le Violon blanc
Vanya s’enfuit après avoir tué Pogo qui savait pour les maltraitances qu’elle avait subi et détruit le manoir. Les autres membres de la famille sont impuissants et Diego voit Grace se laisser détruire dans l'effondrement. Les survivants se retrouvent et Cinq comprend que l'apocalypse sera provoquée par Vanya, Harold Jenkins n'étant que celui qui l'a libéré. Ils fuient la police et se réfugient dans un bowling pour établir la marche à suivre.
Cinq est attiré au motel par la Directrice et réalise trop tard le piège : elle voulait le distraire pour permettre l'apocalypse. La famille est encore poursuivie par des soldats et ils prennent la fuite vers la salle de concert où Vanya doit se produire. Hazel, convaincu que la Directrice ne tiendra pas son engagement, blesse Cha-Cha et repart vers son aimée avant de tuer sans hésitation la Directrice.